# Alexéi Kamkin
Alexéi Kamkin –en ruso, Алексей Камкин– (15 de octubre de 1952) es un deportista soviético que compitió en remo.
Participó en los Juegos Olímpicos de Moscú 1980, obteniendo una medalla de plata en la prueba de cuatro sin timonel. Ganó dos medallas en el Campeonato Mundial de Remo, oro en 1981 y plata en 1982.

## Palmarés internacional
| Juegos Olímpicos   | Juegos Olímpicos | Juegos Olímpicos | Juegos Olímpicos   |
| Año                | Lugar            | Medalla          | Prueba             |
| ------------------ | ---------------- | ---------------- | ------------------ |
| 1980               | Moscú (URSS)     | Medalla de plata | Cuatro sin timonel |
| Campeonato Mundial |                  |                  |                    |
| Año                | Lugar            | Medalla          | Prueba             |
| 1981               | Múnich (RFA)     | Medalla de oro   | Cuatro sin timonel |
| 1982               | Lucerna (Suiza)  | Medalla de plata | Cuatro sin timonel |